# ألان فيرغسون
ألان فيرغسون (بالإنجليزية: Allan Ferguson)‏ (21 مارس 1969 في المملكة المتحدة - ) هو لاعب كرة قدم بريطاني في مركز حراسة المرمى. لعب مع سانت جونستون ونادي فالكيرك وهاميلتون أكاديميكال ونادي سترنرير ‏ ونادي أردريونيانز.

## وصلات خارجية
- ألان فيرغسون على موقع قاعدة بيانات كرة القدم.إي يو (الإنجليزية)
- ألان فيرغسون على موقع Soccerbase.com (لاعب) (الإنجليزية)